# Michal Škvarka
Michal Škvarka (Turócszentmárton, 1992. augusztus 19. –) szlovák válogatott labdarúgó, a ETO FC Győr játékosa.

## Pályafutása

### Klubcsapatokban
Škvarka a szlovák MŠK Žilina akadémiáján nevelkedett, 2009 áprilisában debütált a felnőtt csapatban egy Nitra elleni bajnoki mérkőzésen. Az MŠK Žilinaval 2010-ben és 2017-ben is szlovák bajnoki címet ünnepelt, 2012-ben pedig a szlovák kupagyőztes csapat tagja volt. 2011 és 2012 között előbb a Zemplín Michalovce, majd a ViOn Zlaté Moravce labdarúgója volt kölcsönben. 2019 júniusában szerződtette őt a magyar élvonalbeli Ferencvárosi TC. Sajtóértesülések szerint a budapesti csapat 200 000 eurót fizetett a játékjogáért.
2019. július 17-én a Bajnokok Ligája-selejtező első körében Razgradban a bolgár Ludogorec együttese elleni 3–2-re megnyert visszavágó mérkőzésen a második gólt ő szerezte. Kétszer nyert bajnoki címet a Ferencvárossal, amellyel szerepelt az Európa-liga csoportkörében is. Összesen csaknem ötven tétmérkőzésen lépett pályára a zöld-fehér csapatban. A 2020-2021-es szezonban csak tizenegy találkozón kapott szerepet, nem került be a Bajnokok Ligája csoportkörébe nevezett keretbe sem, az idény végén pedig távozott a klubtól. 2021. július 7-én két és fél évre szóló szerződést írt alá a lengyel élvonalban szereplő Wisła Kraków-val. Huszonnyolc bajnokin kétszer volt eredményes a lengyel csapatban, de miután a Wisła a szezon végén kiesett a másodosztályba, Škvarka távozott a klubtól. Ezt követően egy évig a görög Levadiakósz játékosa volt, majd 2023 nyarán visszatért Magyarországra, a másodosztályban szereplő ETO FC Győr csapatához.

### A válogatottban
Többszörös szlovák utánpótlás-válogatott. A szlovák felnőtt válogatottban 2017-ben mutatkozott be egy Uganda elleni barátságos mérkőzésen.

#### Mérkőzései a szlovák válogatottban
| #  | Dátum            | Ellenfél   | Eredmény | Kiírás              | Esemény |
| -- | ---------------- | ---------- | -------- | ------------------- | ------- |
| 1. | 2017. január 8.  | Uganda     | 1 – 3    | barátságos mérkőzés |         |
| 2. | 2017. január 12. | Svédország | 0 – 6    | barátságos mérkőzés | 46'     |

## Sikerei, díjai
MŠK Žilina
- Szlovák labdarúgó-bajnokság bajnok: 2009–10, 2016–17
- Szlovák kupagyőztes: 2012

 Ferencvárosi TC
- Magyar bajnok (2): 2019–20,[14] 2020–21[15]

 Győri ETO
- * NB II második helyezett: 2023–24